# Pietroso
Pietroso är en kommun i departementet Haute-Corse på ön Korsika i Frankrike. Kommunen ligger i kantonen Vezzani som tillhör arrondissementet Corte. År 2022 hade Pietroso 350 invånare.

## Befolkningsutveckling
Antalet invånare i kommunen Pietroso
Referens:INSEE